# VIPER -RSR-
『VIPER -RSR-』（バイパー RSR）は、2002年7月31日に有限会社サイレンスのアダルトゲームブランドである「ソニア」から発売されたアニメーションアダルトゲーム。サイレンスが倒産したため、「VIPERシリーズ」の新作としては最終作に当たる。

## 概要
VIPERシリーズ初のコンピュータRPG。アドベンチャーゲームやアニメとしてだけではなく、様々なタイプのゲームとしても楽しめることを目指して開発された長編。
対応機種はWindows、メディアはCD-ROM。のちにDVD-ROM版も発売された。原画に桂枝毛を起用し（後述）、総動画枚数が9600枚であるとし、アニメーションに力を入れていることをうたっている。

## あらすじ
人間族と結んだ精騎族 (魔術師)たちが、世界から魔族を排除して数十年後。アリタリア王国はかつてない繁栄を迎えていた。主人公である王国精騎軍の騎士エランも平和を謳歌していた。だが、エランはやがて魔族討伐を王から命じられ、彼らの恐ろしさを知ることとなる。仲間の少女カーラや同僚アルファと魔族討伐の旅に出たエランは、魔族によって略奪された街と犯される女性たちを目にすることとなる。
そして、そのあいだに王都は魔王ディアブロの強襲を受け、王は殺害され、貴重な宝玉は強奪された。さらに王女ジュリエッタが魔族の子を生ませるためにさらわれてしまう。エランたちも、またディアブロの引き起こした大爆発で四散することとなる。
エランの仲間である勝ち気な美少女カーラは、ベローチェという上級魔族とその部下がカムシン村の娘をさらい性奴隷としていると聞き、彼の居城へと乗り込む。マラネラという下級魔族にレイプされる少女たちを見て憤慨するカーラ。カーラは順調に敵を倒していき、捕らえられてはいたもののいまだ犯されてはいない少女、イオタを助ける。そして、カーラはついにベローチェのもとへとたどりついた。だが、そこで彼女が目にしたのはベローチェの圧倒的な力だった。
ベローチェに返り討ちにされたカーラ。逃げ出そうとするカーラをとらえ、衣服をはぐベローチェ。ついにカーラは強姦され、処女を失ってしまう。
合流したエランとアルファは、カムシン村にたどり着く。だが、彼らが目にしたのは、ベローチェの性奴隷とされたカーラの姿だった。カーラは全裸で鎖に繋がれ、路上をベローチェに引き回されたあげく、フェラチオを強要されていた。エランとアルファは、今のままではベローチェに勝てないと悟り、力をつけてカーラを取り戻すことを誓う。
しかし、カーラはベローチェの配下の下級魔族たちに輪姦され、二十四時間つねに慰み者とされるような境遇に陥っていた。かつて雑魚と見下していた魔族マラネロにも弄ばれ、魔族の子種で妊娠するかどうかを試すために魔族たちに大量の精液を注がれてしまう。一方さらわれたジュリッタ姫も、魔王ディアブロにたびたびレイプされていた。エランたちは彼女たちを救うために、奪われた宝玉を取り戻そうとする。
宝玉の一部を取り戻したエランたちは力をつけてベローチェに挑んで撃破する。しかし、救出されたカーラの心はすでに閉ざされていた。さらに宝玉を取り返したエランたちは、宝玉の力でカーラの精神を癒やす。やがて回復したカーラとともに、エラン・アルファ・イオタたちは魔王ディアブロの城へと乗り込む。ディアブロを倒すことに成功したエランたちは街に戻るが、そこでは王を失って混乱する魔獣たちが蛮行を働いていた。エランたちは魔獣と戦うが、すべてを殲滅することはできないことを悟る。ジュリエッタ姫の調停により、王国は魔獣とともに共存していく道を選ぶこととなる。

## 登場人物
エラン
主人公。アリタリア国の精騎軍に所属する精騎族の赤髪の青年。火の属性を持つ魔力の使い手。素直で真っ直ぐな性格から、アリタリアの人々に好かれている。長い平和な時代に生まれたため、町を守る役割の軍隊に所属すると言う境遇に疑問を抱いていた。
精騎軍の同僚で同い年のカーラに淡い恋心を抱いている。火の魔力以外にも剣を使用するが、ゲーム中の戦闘では使われない。
本編開始時点では非戦主義的な、悪く言えば平和ボケした性格で、たとえ訓練でも魔獣を殺害することに躊躇いを持っている。その性格のため、マラネロが少女を強姦している現場に二度も居合わせながら二度とも見逃すという重大ミスを犯し、その結果イオタの母親などの犠牲者が増え、自身が恋い慕うカーラが凌辱されるという悲劇を招いている。ベローチェによるカーラの公開凌辱を目の当たりにしてからは性格が冷徹になり、ことに宝玉の力を得てからは魔獣の殺害を躊躇しなくなった。
バッドエンドの一つでは衰弱しながらも生かされたまま鎖に繋がれ、カーラやイオタが目の前で輪姦されるのを力なく見ていた。
カーラ
メインヒロイン。アリタリア国の精騎軍に所属する純血の精騎族の美少女。巨乳。
雷の魔力を自在に操り、兵士としてのレベルも高い。その実力はエランやアルファを遥かに凌いでいる。それもあってかかなり自信家であり勝気。「あたし、つおいんだから！」という口癖にも自信家ぶりが表れている。
昼行灯な性格のエランや慎重なアルファとは違って実戦を好む。しかし「せっかく精騎軍に配属されたのに訓練ばかりで実戦が無く力が有り余っている」という発言から実戦経験そのものは少ないと思われる。
魔獣、魔族をひどく軽蔑しており、殺害する事になんの躊躇いもない。それどころか、（エランら男性の同僚と行動中にもかかわらず）魔獣に対して男性器を切り取るべきだと脅したり、クズ野郎、ゲス野郎といった汚い言葉で罵るなど、オス魔獣に対して特に攻撃的になる模様。後にベローチェと対峙した際も男性器を切除するという内容で相手を挑発している。
そんな自信過剰な性格と魔獣への侮りが、後にカーラ自身がベローチェに返り討ちにされレイプされてしまうという悲劇を招くこととなった。
ベローチェに凌辱されて後、監禁されたまま他の少女同様多数の魔族の慰み者となった。特にかつて自分が撃退したマラネロによって執拗に心と体を責められ、高い自尊心を散々に打ち砕かれてしまう。連日の性交にもかかわらずカーラはなかなか妊娠する兆候がなく、最下級魔獣のゾンビ犬とまぐわせた時点でベローチェからは繁殖用としては見切りをつけられている。しかし幸か不幸かその美貌と魅力的な肉体のため殺害はされず、マラネロらに好き放題に犯されるほか、エランら反乱分子をおびき出す餌として利用されていた。のちにエランによって解放されたが、度重なる心身への凌辱によってすでに精神は崩壊しており、ただ飼い主の言う事を聞いて体を開くだけの肉の奴隷となっていた。雷の宝玉によって回復するも、一緒に呼び起こされた凌辱の記憶のためかセックスに対して恐怖を感じ、念願のエランとのセックスは不発に終わっている。
エンディングでは完全に回復したのか子作りに積極的な発言もしており、エランと結ばれる。
バッドエンドによっては魔王ディアブロとの戦いに敗れた場合、エランの目の前でイオタとともにふたたび魔獣たちの慰み者となることになる。
ジュリエッタに対しては尊崇の念を抱いており、また女性や弱者には優しく、魔獣によるレイプ被害者の少女たちにも親身に接している。監禁されてから抵抗も自害もせずにあえて魔獣に凌辱されていたのも、他の少女たちが人質に取られていたのを見捨てられなかったためである。
特徴的なピンク色の髪はかなり癖がつよく、短めの髪形だが内はね、外はねのほか末端はウェーブがかっている。
今作ヒロインの例に漏れず巨乳。尻から太腿のラインや腰つきは女性らしい柔らかさを帯びているが、軍属として鍛えているためか腕や腹は筋肉質にも感じられるほどで、体つきはむしろスレンダーである。
本編での初セックスシーンが挿入直後に場面転換して終了するせいもあり、イオタ、ジュリエッタら他のヒロインと違って出血した描写がなく、本編開始時点で処女だったかどうかは不明。
青い大型のブーメランを武器として使用するらしく、本編でも何度か手に持っている姿が見られるが、ゲームの戦闘中に使われることは一度も無かった。
普段着は上半身こそ短いシャツの上に肩付きの赤い胸甲のようなものを着用しているが、それ以外はかなり露出が高く、ヘソ、背中、脚などはほぼ丸出しである。特に下半身は申し訳程度にスカートの形状にはなっているものの、傍目にはフンドシとしか見えない非常に際どいTバック形状のものを穿いている。これらについてはカーラに露出癖などがあるわけではなく、持前の自信家気質とアリタリアの温暖な気候によるものだと思われる。登城して王族に謁見する際や任務の時には普通の鎧とスカートを身に着けている。
復調してディアブロ討伐に行く際にはまた違った鎧を身に着けている。強姦されて肌の露出を恐れるようになったためか頭部以外は殆ど肌の見えないデザインだが、レオタードに簡素な胸、腕装甲をつけたような形状でボディラインはむしろ前より際立っている。
監禁中は基本的に全裸に首輪だけの状態だが、なぜか腕輪、足輪、サンダル、二の腕のバンドなどはそのままであった。
イオタ
橙色の髪をした人間族の美少女。ボラ村に住む。ボラ村の近くで倒れていたアルファを見つけて解放したミラルダの娘。
一本気なところがあり、思い立ったらテコでも動かない性格。いつでも明るく元気なのが取り柄。旅の途中のアルファに惹かれ、彼に同行する。ただの人間であるため魔力は持たないが、弓の腕前には自信がある。
本編中何度か下級魔獣に襲われるも性行為は未遂で終わっており、戦闘に負けずに普通にゲームを進めた場合、ヒロインの中で唯一処女のままエンディングを迎える。いくつかのバッドエンドでは数種のセックスシーンが見られるが、カーラ、ジュリエッタと異なり魔獣に射精されているシーンが一つも無い。その内の一つ、イカデビルによる強姦シーンは、プレイヤー側のレベルが上がり過ぎるためにイカデビルに負けることができず、通常の方法では見ることが出来ないと言う不具合があった。
橙色の髪を可愛らしい三つ編みにしているが、ほどいている姿は本編中や関連イラストでも見られない。ジュリエッタやカーラよりは控えめだがやはり巨乳。
イオタ得意の弓矢とそれに適した胸当てと手袋を装備している。それ以外はミニスカートの可愛らしい服装で、狩猟や戦闘の装備には見えない。胸当てはイオタが右利きの場合右胸が正しいと思われるが、作画ミスのためか同じシーンでも左右逆についている事がある。
アルファ
アリタリア国の精騎軍に所属する精騎族の若者で、エランの仲間。カーラやエランよりも年長。精騎族と人間族の混血の男性。水の魔力を操る。冷静沈着でストイックな性分。ディアブロによって飛ばされたボラ村でイオタと出会い、その自分とは正反対の、陽気で明るい表情に次第に心惹かれていく。水の魔力以外にも槍を使う。
エランからはカーラと同じく自分よりもレベルが上の人物として挙げられているが、ベローチェによるカーラの公開凌辱の際「カーラが敵わなかった相手に自分たちが戦っても勝ち目はない」と言っていることからアルファ自身はカーラよりも実力では劣る模様。
ジュリエッタ姫
アリタリア国王の娘で、唯一王位継承権を持つ王女。人間である現・国王と精騎族である亡き女王との間に生まれた。非常に美しく、またそれに似合った温和な性格で、一兵士のエランたちにも優しい言葉をかけてくれる。半分は精騎族だが魔力は使えない。魔王ディアブロにさらわれ、彼との子作りを強要される。
父王を殺害され、国土と国民を蹂躙されながらも決して魔王の要求に応じない態度をとっていたが、業を煮やしたディアブロによって強姦されてしまう。のちにエランによって解放されるが、すでにディアブロの子をみごもっていた。
紫色の長く美しい髪を持ち、ほどいた姿は本編中の入浴シーンで見ることが出来る。
温室育ちらしく色白の肌で、豊満で女性らしい非常に魅力的な体つきをしている。特に胸の大きさは巨乳美女ばかりの本作中でも随一。
ディアブロ
凄まじい魔力を持ち、アリタリアに住まうすべての魔獣・魔族達の頂点に君臨する魔王。魔獣が不当に人間に虐げられてきたと信じ、魔獣によるアリタリア全土の支配を目論む。自分の子孫を残すために、人間と精騎族の混血であるジュリエッタ姫を誘拐し、監禁するが罪悪感も感じている。エランたちについては歯牙にもかけておらず、カーラの事は「ベローチェのペット」だと思っていた。
当初こそ合意の上で共存関係を結ぶことを謳っていたが、アリタリア国王を殺害し、国民を人質にとってもなお要求に応じないジュリエッタの強情に業を煮やし、結局は強姦してジュリエッタの処女を奪い、自分の子を孕ませた。
ベローチェ
魔王ディアブロの副官として、塔の守護を任されている有力な魔族。虫のような外見。配下の魔獣に号令して、繁殖実験用にアリタリアの少女を誘拐するのが使命。調子に乗って挑んで来たカーラを圧倒的な実力差で倒し、その自信を打ち砕いて彼女を犯した。その後、見せしめのために衆目の中全裸で連れ出したカーラを凌辱してみせ、潜んでそれを見ていたエランから激しい怒りを買う。ただしカーラの場合はあくまでも人間たちへの見せしめであり、現状は繁殖が主目的であると自覚しているため、配下の魔獣が少女たちに種付けしている際にはその様子を監督している事もある。そのため、顔面に射精するなど本来生殖に不必要な行為を行っているマラネロを叱責する場面もある。
カーラには特に執着していないらしく、何度か犯して自分の精液で受精させられなかった後は配下の魔獣達に下賜し、魔獣の種類を問わずカーラを輪姦させた。その結果として魔獣と精騎族の混血が困難であると判断し、以後はカーラをマラネロの好きに犯させたり、エラン達を挑発するためだけに弄んだりした。
最終的に宝玉によって力を得たエラン達に殺害され、カーラを奪還される。
マラネロ
爬虫類か犬のような見た目の下等な魔族。最下級ではなく、略奪の際など自分より弱い魔獣や知能の低い者を率いる事もある。右手指から伸びる長く鋭い爪を持ち、一般人を何人も殺害しているが、戦闘力自体は並以下で、未熟なエラン一人にすら負ける。その代わり魔獣としては知能が高く、人間並みかそれ以上。倫理観はあくまでも魔獣のそれだが、悪知恵が回り、卑怯でずる賢い。しかし欲望優先の魔獣の本性のためか詰めが甘く浅知恵で終わっていることが殆どである。
作中たびたび人間の少女を犯すが、そのたびにあっけなくカーラたちに成敗される。のちにベローチェのもとに捕らえられたカーラと再会し、彼女を徹底的に凌辱した。
他の魔獣同様、人間あるいは精騎族の女性に対して強い性的衝動を抱く。しかしその際に他の魔獣に比べて女性の美醜に拘る、着衣を一部残したまま犯す、単純な生殖行為であれば本来必要ないはずの愛撫や体位の変更、膣内に射精せず顔にかける等の特異な行動をするのも、悪い意味で人間的な知能の高さと言える。
カーラに対しては過去に他の少女をレイプしていた所を中断させられた上に痛めつけられ、散々に罵られた恨みからか特にその傾向が顕著であり、意趣返しのように中断させられた時と同じ体位で犯したり、カーラから挿入、膣内射精を懇願するよう強要したり、その上でカーラを嘲笑するなど精神的な屈辱を味わわせる事を楽しんでいる。ただしこれについてはあまりにも趣味に走り過ぎたためか、ベローチェから叱責を受けている。
作中ではエランに二度も見逃されているにもかかわらず、一切反省しないばかりかカーラをダシにエランを挑発したため、怒りを買って殺害された。
イカデビル
洞窟で女の子Eをレイプしていた巨大なイカの魔獣。主人公たちが敗北した場合、イオタの処女を奪って凌辱し、目の前で助けに入ろうとしたアルファを殺害する。初期のゲームではプレイヤー側のレベルが上がり過ぎるために負けることが困難で、イオタの強姦シーンを見られないという不具合があった。
アカハラ
ベローチェの塔で女の子Cを犯していた魔獣。牛のような体に長い首が伸び、先端に人間の頭がついている。名前の通り腹が赤い。
トカゲロン
ベローチェの塔で攫ってきた少女たちを見張っている魔獣。名前の通りトカゲのような外見で、腕が非常に長く鞭のようにしならせて敵を攻撃する。人語を喋るため知能は高い。カーラが敗北すると、イオタが犯されるシーンが見られる。
ウデα・ウデβ
ベローチェの部屋を守る魔獣。甲虫と蟷螂のような外見。追いつめられると合体してパワーアップする。カーラによって倒され殺害されたはずだが、何故かカーラが監禁された後にも片方がエサやり係として登場する。
ゴーレム
岩のように巨大な体と頑丈な肌、強大な力を持つ魔獣。巨大な性器と人間離れした大量の射精でカーラの肉体を散々に弄んだ。人語を話さない事から知能は低いと思われる。汎用雑魚敵としてもゴーレムの系統が登場するが、カーラを犯した個体とは外見がかなり異なる。
ゾンビ犬
最低下級の魔獣。青黒い痩せた大型犬のような外見だが、その名の通りゾンビ的なアンデッドなのかどうかは不明。イオタを襲おうとしたが殺害される。後に別の個体がカーラを犯し、膣内に射精している。
魔獣とはいえほとんど野良犬と変わらない知能の低い畜生であるため、これと交尾させられるのは尊厳ある女性にとっては耐えがたい苦痛である。
実際気丈なカーラが泣いて嫌がるほどで、このゾンビ犬に犯された事がきっかけでカーラは精神に限界を迎えた。
ベローチェはゾンビ犬との交配を見てカーラの種付けに見切りをつけていることから、様々な魔獣を試した挙句の最後の手段として用意されたとみられる。
骸骨鳥
作中で唯一登場する女性の魔獣。ディアブロの側近のように振る舞っているが幹部かどうかは不明。ディアブロ戦の直前にエラン達の前に立ちはだかる。
名前の通り頭の上半分が鳥の骸骨のようだが被り物なのか元からそういう形状なのかは不明。普段はマントで体を隠しているが、その下は手足と股間が羽毛で覆われている以外ほぼ人間の女性と同じ。巨乳である。
被害者の女の子たち
凶暴化した魔獣達に攫われてしまったアリタリア国の少女達。彼女たちは、魔獣の子孫を作る実験台として誘拐された。しかし、ほとんどは魔獣の体液を受ける前に救出される。なお、アリタリアは巨乳美女が多い事で広く世間に知られており、本編での彼女達を見てもそれが事実であることが分かる。
下記の設定原画集による仮称以外に個別に名前は持っていないが、メインヒロイン三人以外の性的被害者として本編中に登場する。
女の子A
アリタリアの北にある魔獣の棲家近くの湖に水浴びに行った際に、魔族マラネロにさらわれた。そのまま洞窟のなかでレイプされてしまう。魔族による最初の犠牲者。マラネロの趣味で帽子は被ったまま犯されていた。
女の子B
アリタリア王都の商店街の店主の娘。父親を脅迫して神殿から宝玉を盗ませるためにマラネロに誘拐される。水着姿だった。父親を目の前で殺されたうえ、マラネロに猿轡をかまされたまま背後から犯された。誘拐された時の服装のまま、また助けを呼んでも誰も来ない状況で猿轡を噛まされて犯されていたのはマラネロの趣味だと思われる。
女の子C
ベローチェの城に監禁されて魔獣アカハラに犯されていたショートカットの少女。イオタと同じボラ村の出身。カーラによって解放されて村に帰還することができた。救出された際に、上の階にも女の子が囚われていると証言した。
女の子D
洞窟でクリスタルモンスターに無理やり犯されていた少女。レイプされながらも、頬を上気させ快感を感じていた。
女の子E
洞窟でイカデビルに強姦されていた女性。他の女の子と違って、救出後のビジュアルなどが無いため生死不明。
女の子F
DVD版で追加された少女。機械のような見た目の魔族に抱きかかえられながら犯されていた女性。その顔は恐怖で歪み、精神を崩壊させていた。エラン達を呼び込んだと魔族に勘違いされ、懲罰として感電させられてしまうも、一命はとりとめた。
その他の女の子たち
繁殖用として魔族に監禁されていた大勢の少女。イオタほかボラ村の少女たちは半裸で幽閉されていたが、雷の洞窟に囚われた少女たちは一糸まとわぬ姿のまま閉じ込められていた。
その他の人々
おじさんA
アリタリアの街に住む商店の店主。白髪に禿頭の体格の良い中年男性で、女の子Bの父親。気の良い性格でエランをよく気にかけていた。娘を魔獣に攫われて、娘との引き換えに神殿から宝玉を盗み出すが、結局マラネロに殺されてしまう。遺体のグラフィックはゲーム本編では傷口から溢れた内臓等にモザイク処理がされていたが、なぜか設定原画集では修正されないまま掲載されている。
ミラルダ
ボラ村でアルファを介抱した気の良い女性。イオタの母親。アルファが留守の隙に襲ってきた魔獣たちによって殺害されてしまう。死体の傷跡からマラネロによって殺害された事がわかる。女性でありながら殺害された理由として、イオタくらいの年齢の娘がいるため既に繁殖が困難と見なされたのか、あるいは肥満した外見上の問題なのかは不明。遺体のグラフィックはゲーム本編では傷口から溢れた内臓等にモザイク処理がされていたが、なぜか設定原画集では修正されないまま掲載されている。

## その他の設定
アリタリア王国
かつて人間が魔獣によって支配される時代があり、精騎族の力を用いて魔獣を制圧し、平和をもたらした英雄が築いた王国とされる。巨乳美女が多くいることで広く世間に知られている。
人間
力では魔獣、魔力では精騎族に劣るが、旺盛な繁殖力と組織的な活動により最も繁栄している。そのため魔獣に繁殖用の母胎として狙われる。
精騎族
人間に極めて近い種だが、魔法の素質を生まれ持っている。魔力を操る精騎族は「精騎士」としてアリタリアの守護を受け持っている。その他身体的特徴として男女とも耳が長い、所謂エルフ耳であることが挙げられる。
カーラがエランに対して「純血の精騎族の生き残りは私たちだけ」と語っているが、本編での魔族の侵攻によりそうなったのか元から絶滅寸前だったのかは不明。そもそもアルファも同じ精騎族の生き残りであるはずなので、この発言の意図は謎である。
魔族
人間とは異なる起源をもつ生物達で、単に大型凶暴化した動物から魔力を操り高度な知性を持つものまで様々。
宝玉
魔獣の力を抑制し精騎族に力を与え人間を守護する火、雷、水の三つの宝玉。

## 開発
スタッフ・声優は以下のとおり。

### スタッフ
- 原画:桂枝毛(桂憲一郎)・西村聡ほか3名
- シナリオ:P・ウォーリアー(中村謙一郎)
- プログラム:shinobu
- 音楽:G_KEN

### 声優
- エラン - 飛田新治
- カーラ - 日向明日美
- イオタ - 天野由美子
- アルファ - 秋吉昭一
- ジュリエッタ - 水無月和美